# Sasha Alex Sloan
Sasha Alex Sloan, nom de scène d'Alexandra Artourovna Yatchenko (née le 11 mars 1995 à Boston) est une chanteuse américaine.

## Biographie
Sloan grandit dans la banlieue de Boston et apprend par elle-même à jouer sur un piano que sa mère avait acheté quand elle avait cinq ans. Ses grands-parents vivaient en Sibérie, en Russie, et elle y passait des étés dans leur ferme lorsqu'elle était enfant. À dix-neuf ans, elle part à Los Angeles pour poursuivre une carrière d'auteure-compositrice ; elle travaille dans un café pour subvenir à ses besoins.

## Carrière
En 2015, Sloan collabore avec Kaskade et écrit et interprète Phoenix. Elle écrit ensuite pour des artistes comme Idina Menzel, Maggie Lindemann et Camila Cabello. En 2017, Sloan travaille avec Kygo et écrit et interprète This Town.
Son premier EP Sad Girl sort chez RCA le 18 avril 2018. Le deuxième Loser sort chez RCA le 19 novembre 2018. Le même jour, elle annonce sa première tournée en tête d'affiche pour soutenir l'album. Elle présente le single Older lors de sa première apparition à la télévision américain au niveau national, l'émission The Late Show with Stephen Colbert du 6 février 2019. Le troisième EP Self-Portrait sort le 18 octobre 2019.
Le 3 avril 2020, Sloan sort le single I'll Wait produit par Kygo pour son album Golden Hour. Le lendemain, un clip vidéo mettant en vedette le couple américain Rob Gronkowski et Camille Kostek contenant des images personnelles de leur vie ensemble est diffusé. Le 3 août, Sloan annonce que son premier album Only Child sera publié à l'automne, avec le premier single Lie le 7 août. Le 25 août, House With No Mirrors est le deuxième single de son premier album. Le 28 août, elle annonce que son premier album Only Child sera publié le 16 octobre. Le 17 novembre, Sloan annonce une collaboration avec le chanteur/compositeur Charlie Puth, une chanson intitulée Is It Just Me?, qui sortira le surlendemain.

## Discographie
Albums
- 2020 : Only Child
- 2022 : I blame the world
- 2024 : Me Again

E.P.
- 2018 : Sad Girl
- 2018 : Loser
- 2019 : Self Portrait